# Stodoła

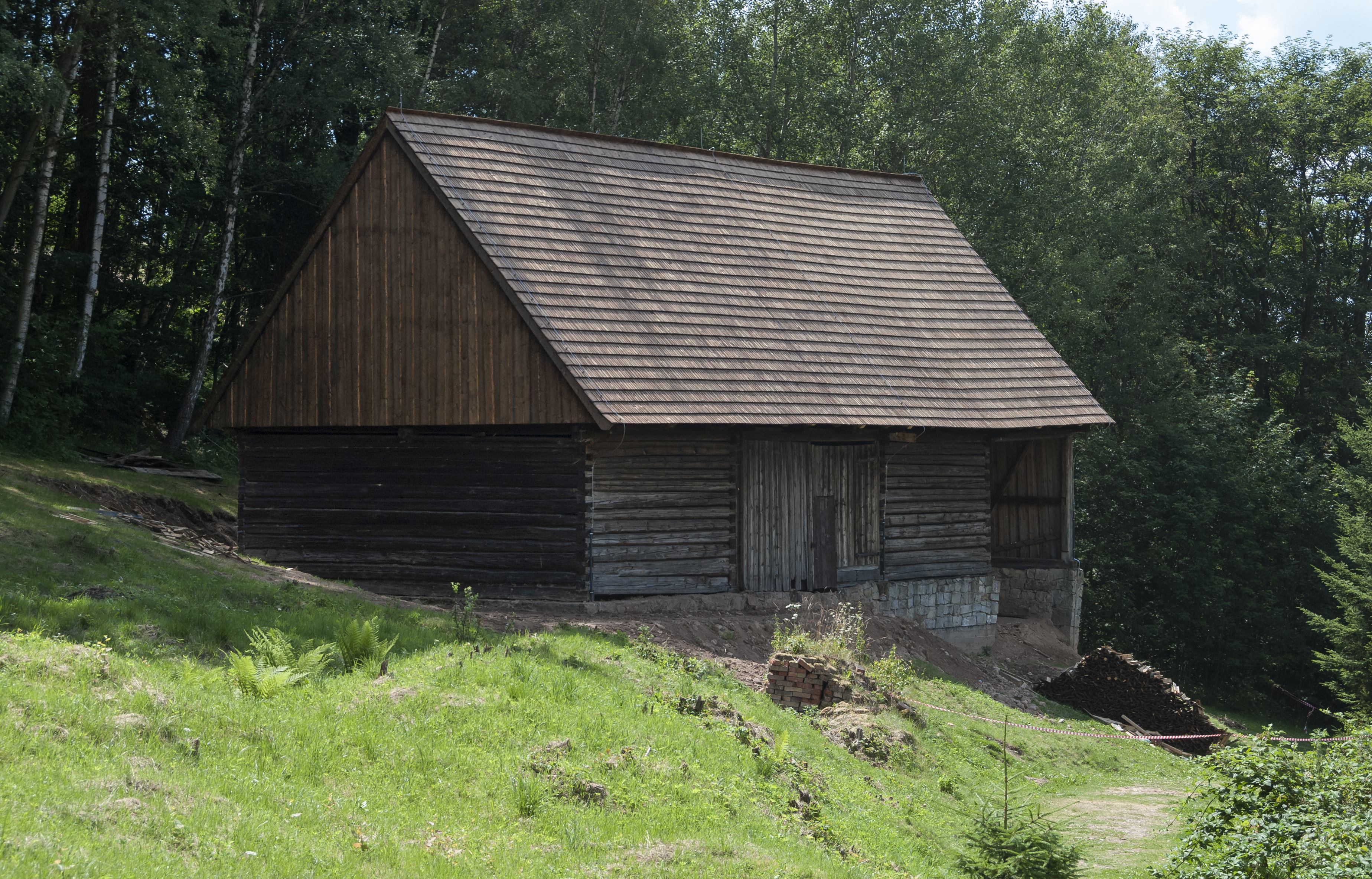
Drewniana stodoła w Pstrążnej

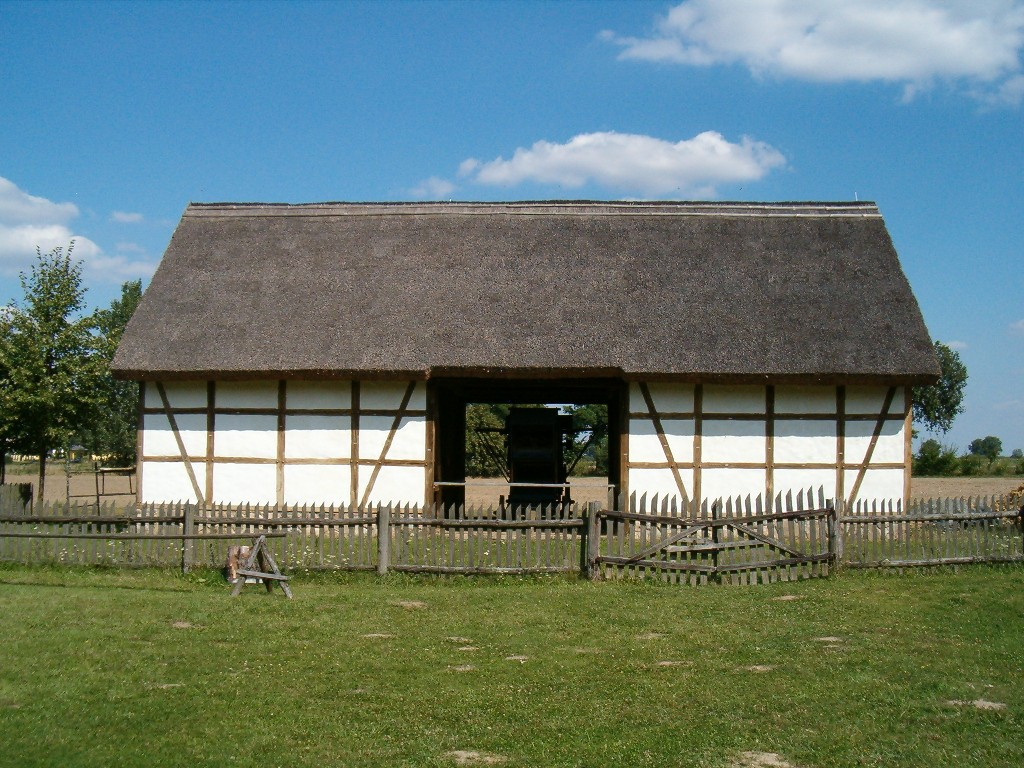
Drewniana (szachulec) stodoła kryta strzechą w Dziekanowicach. Przednie wierzeje zdemontowano.

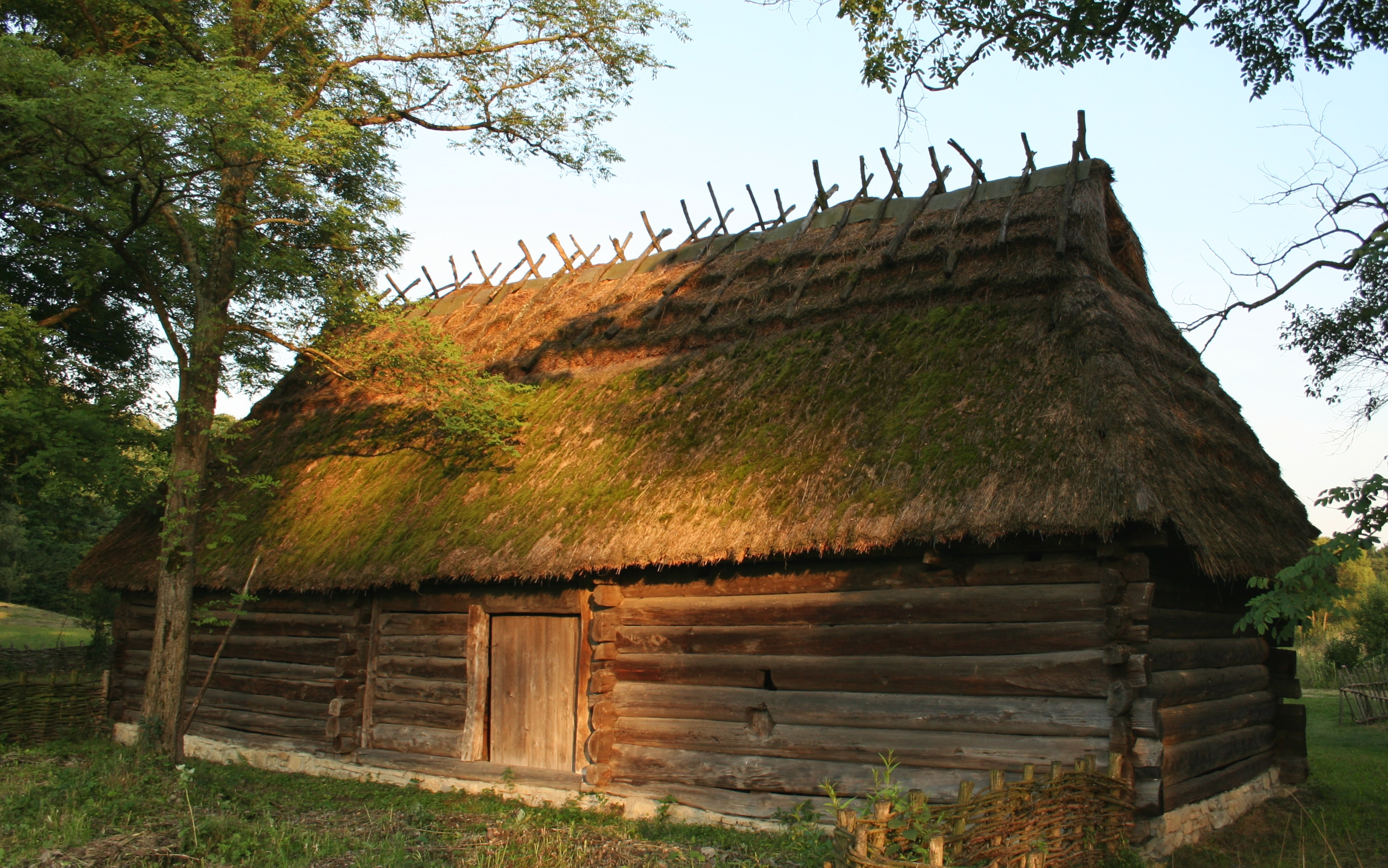
Stodoła kryta strzechą

Stodoła – budynek w gospodarstwie rolnym przeznaczony do przechowywania zebranego zboża (najczęściej w postaci snopków), siana i słomy (luzem lub sprasowanej). W stodole wykonywano omłoty zboża, przechowywano narzędzia i pojazdy rolnicze. Często był to największy budynek na terenie gospodarstwa.

## Charakterystyka
Stodoły stawiono w głębszej części zagrody, a w niektórych wsiach także poza zabudowaniami mieszkalnymi ze względu na ryzyko pożarów. Na Śląsku, Lubelszczyźnie, Pogórzu Karpackim i Pomorzu Zachodnim front stodoły znajdował się w części szczytowej, przy czym na Pogórzu zwykle umiejscawiano stodoły na zboczach wzniesień. Na terenie Czech, Moraw, Słowacji i na pograniczu śląsko-małopolskim stawiano stodoły na planie sześcio- lub ośmioboku. W Polsce częstym typem były stodoły o konstrukcji sumikowo-łątkowej i wieńcowej, z dachami dwu- lub czterospadowymi, przy czym od XIX wieku zaczął dominować dach dwuspadowy.
Dawne stodoły charakteryzowały się trójdzielnym podziałem: boisko przeznaczone do prac, pokryte zazwyczaj klepiskiem i dlatego często nazywane klepiskiem, oraz położone po obu stronach sąsieki (zasieki) przeznaczone do przechowywania zboża słomy i siana. Charakterystycznym elementem stodół były zasiecznice, ściany z otworem, poprzez który umieszczano snopki w sąsiekach. Klepisko od zasieków oddziałały przegrody z desek lub bali. Na Kurpiach taka przegroda nazywana była dylowaniem lub zasiecznicą. W małych gospodarstwach budowano stodoły składające się z dwóch pomieszczeń, tj. sąsieka i boiska, w większych znajdowały się nawet cztery sąsieki przedzielone boiskami. W karpackich zagrodach jednobudynkowych stodoła składająca się z klepiska i strychu dzieliła wspólny dach z izbą mieszkalną i stajnią. Znane są również stodoły, w których po jednej stronie boiska znajdował się sąsiek, natomiast po drugiej komora lub obora. Niektóre ze stodół, obok boiska i dwóch sąsieków, miały wydzielone pomieszczenie użytkowane jako wozownia. Na zewnętrznej dłuższej ścianie stodoły mieściły się wystylizowane haki przeznaczone do przechowywania drabin wozów. Drabiny umieszczone w ten sposób pod okapem stodoły były chronione przed przegniciem w czasie sezonu jesienno-zimowego.
W budynku stodoły, w jednym ze szczytów, wyodrębnia się czasami, za pomocą ścian pełnych z ewentualnymi drzwiami lub bramą, pomieszczenie ze stropem, przeznaczonym na niedużą oborę dla bydła. Na powstałej w ten sposób antresoli, otwartej od strony głównej przestrzeni stodoły, przechowuje się siano lub słomę. Bezpośrednie połączenie przez drzwi lub bramę, wydzielonej w ten sposób obory z zasadniczą częścią stodoły, ułatwia wykonywanie czynności związanych z przygotowaniem i podawaniem paszy. Taka forma dotyczy zwykle małych gospodarstw z niewielką hodowlą do kilku sztuk bydła.

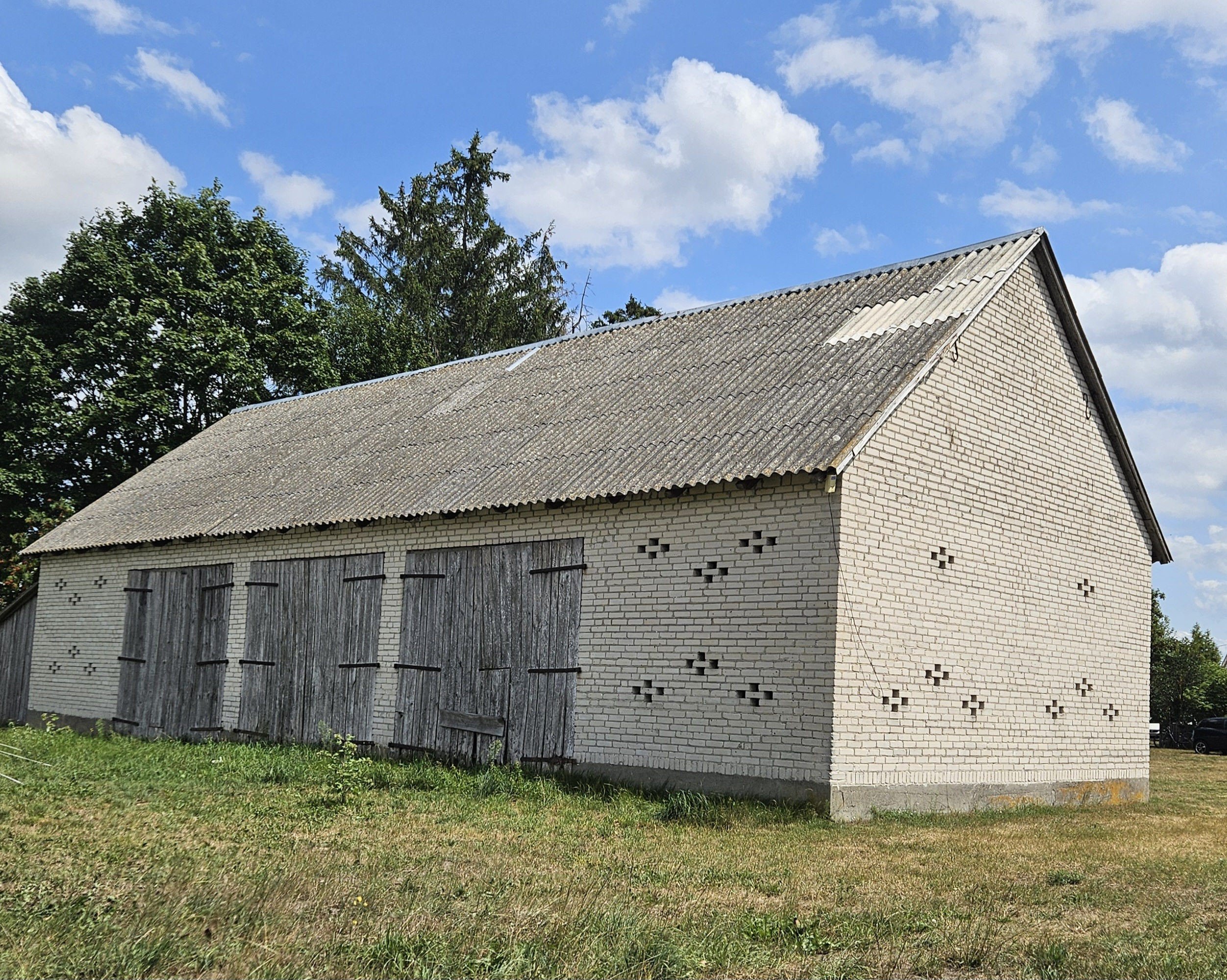
Murowana stodoła w Zdunku (Kurpie Zielone)

W stodołach przechowywano różne narzędzia, np. cepy, które wieszano na kołku w ścianie przy bramie do stodoły, zwanej na Kurpiach wierzeją. W stodole trzymano proste urządzenia do cięcia słomy na sieczkę zwane ladami oraz drewniane szufle i okrągłe sito, tzw. przetak.
Tradycyjne kurpiowskie stodoły można oglądać m.in. w Zagrodzie Kurpiowskiej w Kadzidle i Skansenie im. Adama Chętnika w Nowogrodzie. 